# Glossaire de sismique
La sismique est une discipline très technique. Souvent, les personnes travaillant dans ce domaine utilisent un vocabulaire spécifique, provenant en grande partie de l'anglais. En outre, les techniques les plus employées dans le traitement du signal des sections sismiques sont simplement désignées par un sigle. Voici donc un petit glossaire.
Certains termes anglais sont employés tels quels par les spécialistes francophones du domaine. Ces termes sont accompagnés d'un renvoi vers un terme français (exemple : offset pour déport).
- Haut – A
- B
- C
- D
- E
- F
- G
- H
- I
- J
- K
- L
- M
- N
- O
- P
- Q
- R
- S
- T
- U
- V
- W
- X
- Y
- Z

## A
- acoustique : Se dit d'un milieu de propagation simplifié des ondes où le module de cisaillement est nul. Seules les ondes P s'y propagent (voir l'équation d'onde).
- acquisition : Opération consistant à recueillir des données sismiques.
- AGC (Automatic Gain Control - contrôle de gain automatique) : Technique de traitement du signal permettant de faire ressortir les principales phases sismiques sur une section.
- airgun : voir canon à air.
- aliasing : Effet de pollution du signal par le phénomène dit de repliement du spectre lors d'un mauvais échantillonnage des données. Voir l'article : Repliement de spectre.
- analyse de vitesse : Estimation du profil vertical de vitesse dans le milieu (en général en utilisant une organisation des traces en CMP et en appliquant des techniques de NMO) en vue d'une migration.
- apodisation : Traitement permettant de forcer l'amplitude du signal pour qu'elle revienne à zéro en début et en fin de trace. Cette opération est nécessaire avant d'effectuer une FFT.
- anisotropie : Variation des propriétés du milieu en fonction de la direction considérée.
- AMO (Azimuth MoveOut) :
- arrivée : Temps d'arrivée d'une phase sismique sur une trace.
- autocorrélation : Fonction mathématique dépendant du temps mesurant la corrélation de la forme d'onde avec elle-même. Cette technique sert notamment à identifier les phases multiples.
- AVA (Amplitude Variation with Angle of incidence) :
- AVO (Amplitude Variation with Offset) : Étude de la variation de l'amplitude de l'onde réfléchie en fonction du déport. Cette mesure donne des indications sur les contrastes d'impédances du milieu.

## B
- bruit : Terme générique indiquant toute perturbation du signal sismique. Son origine peut être aussi bien naturelle qu'artificielle. Certaines phases sismiques naturelles masquant d'autres signaux sont qualifiées aussi de bruit comme le ground roll ou les phases multiples.

## C
- canon à air (Airgun) : Source sismique qui décharge brusquement dans l'eau de l'air comprimé à haute pression pour provoquer une onde sismique qui se propage jusque dans le sol.
- capteur : appareil servant à enregistrer du signal
- CDP ou Common Depth Point :
- CMP ou Common Mid Point : Point milieu commun - Désigne le point à mi-distance entre la source et le capteur. Le rayon issue de la source arrivant à un capteur se réfléchit sur ce point si le réflecteur est horizontal.
- conique (onde) : head wave
- convertie (onde) :
- convolution : opérateur mathématique très utilisé en traitement d'image ou traitement du signal
- correction statique : operation qui consiste à corriger les anomalies de temps de parcours introduites par les variations d'altitude des geophones et les variations de vitesse dans les terrains superficiels.
- CRG ou Common Receiver Gather :
- CRP ou Common Reflection Point :
- CSG ou Common Source Gather :

## D
- datuming :
- déconvolution : opération inverse d une convolution. Elle peut se réaliser par une division en domaine de Fourier
- déport : Distance entre la source et le récepteur.
- diagraphie : méthodes qui permettent d'étudier les propriétés de puits (imagerie, capteur de pression, ouverture du trou, bombardement neutron ...)
- diffractée (onde) : onde qui subit une diffraction
- diffraction : Cf. lois de Snell-Descartes
- DMO : Dip MoveOut : recoupement d'ellipse dans (x,t) pour migrer une interface pentee
- DSR :
- DZO : Demigration to Zero Offset

## E
- échantillonnage : Terme qui en traitement du signal désigne le fait de représenter une fonction continue (par exemple une onde sismique mesurée par un récepteur) par une série d'échantillons. Permet le passage d'un signal analogique vers un signal numérique.
- essaim de séismes

## F
- fan : éventail (fan filter)
- FFT : Fast Fourier Transform.
- filtre : permet d'enlever du signal ou du bruit à des données
- filtre f-k : Filtre agissant à la fois dans les domaines fréquentiels et de nombre d'ondes (domaines inverses au temps et à la distance).
- first breaks : Première arrivée sismique enregistrée par un géophone.
- flûte : Série de récepteurs sismiques alignés.
- fréquence : répétition (Fourier)

## G

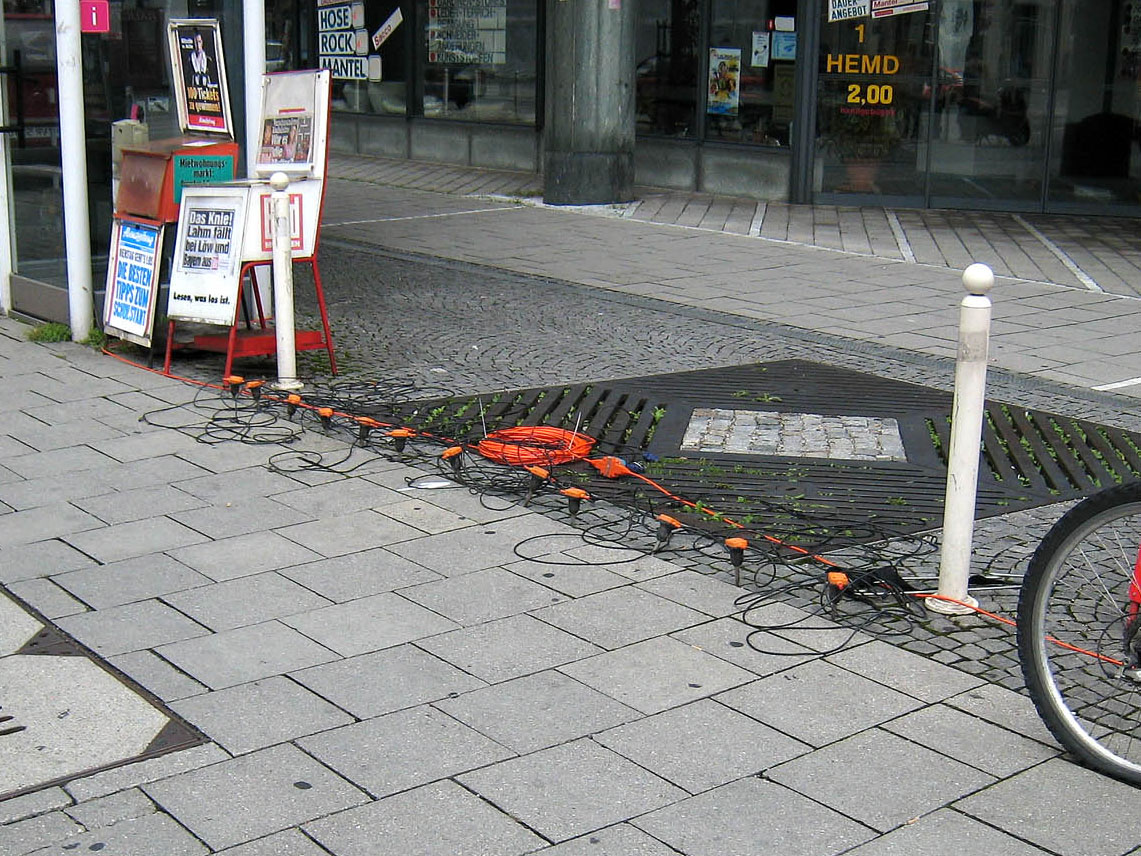
Géophones posés en série pour récolte de données de subsurface.

- géophone : Capteur permettant de mesurer le vecteur vitesse des vibrations sismiques (ou micro-vibrations) au travers du sol. (C'est un peu l'équivalent de l'hydrophone qui fonctionne sous l'eau et qui est utilisé pour les récepteurs en offshore. Il est notamment utilisé pour dresser les cartes des couches géologiques.)
- glitch :
- ground roll : Sur une section sismique, bruit généré par les ondes de surface. Il peut être éliminé par un filtre f-k.

## H
- headwave : voir conique.
- hodochrone : Relation entre le temps d'arrivée d'une onde à une station sismologique et la distance épicentrale.
- hydrophone : Capteur permettant de mesurer la pression acoustique des vibrations sismiques en mer (cf géophone pour les récepteurs utilisés onshore).

## I
- image sismique : Image du sous-sol obtenue en envoyant une onde sismique dans le sous-sol et en mesurant les ondes réfléchies par les interfaces entre les couches du sous-sol.
- imagerie : obtenir une image du sous sol
- impédance acoustique :
- intercorrélation :
- interpolation : fitter les données en les complétant dans des données intermédiaires.
- inversion : Déduire un modèle (une image) du sous-sol en partant d'une série de données (mesures effectuées par les capteurs sismiques).

## L
- lenteur : inverse d'une vitesse
- lenteur apparente :  inverse d'une vitesse apparente
- ligne sismique : Série de capteurs sismiques alignés.
- log : voir diagraphie.

## M
- migration : Conversion temps-profondeur de l'échelle verticale pour passer d'une image initiale mesurée par les différents capteurs sismiques au cours du temps à une « vraie » image du sous-sol.
- minibang : ?
- multiple : Rai sismique traversant plus de 2 fois une couche du sol au cours de son trajet entre la source sismique et le récepteur.
- mute : Élimination d'une partie des données mesurées inutiles et nuisibles lors du traitement.

## N
- normalisation : processus qui permet d'obtenir l' amplitude maximale en valeur absolue à 1
- NMO : Normal MoveOut : valable pour une interface horizontale (correction dynamique)

## O

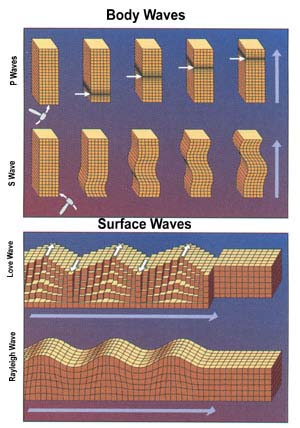
Différentes ondes sismiques.

- OBS : Ocean Bottom Seismometer : capteur de fond de mer
- Offset : voir déport.
- Onde sismique : manière de transférer de l'énergie sous forme d'ondes (ou de paquets d'ondes)

## P
- P :
- padding :
- phase sismique :
- phénomène de Gibbs : effets de bords (visible sommation en Fourier ou mauvais filtrage)
- polarisation : phase fixé
- PostSDM : Post-Stack Depth Migration
- PreSDM : Pre-Stack Depth Migration
- problème direct : connaissant la cause, trouver la conséquence
- problème inverse : chercher un meilleur modèle qui permet d'expliquer au mieux des données, pour une théorie donnée (floue ou non, linéaire ou non)
- puits : well, borehole

## R
- radial: tangent à un cercle
- rai sismique : ligne perpendiculaire à la surface de propagation d'onde le long de laquelle se déplace l'énergie.
- rayon : voir rai.
- récepteur : capteur sismique (géophones, hydrophones ...)
- réfléchie (onde) :
- réplique : tremblement de terre secondaire

## S
- section sismique :
- SEG-Y : Format d'enregistrement d'une image sismique.
- semblance :
- SH : onde cisaillante polarisée dans un plan horizontal
- signal : Onde sismique mesurée par les récepteurs.
- sinusoïdal : ressemble à une sinusoïde
- source : origine de l'énergie émise
- spectre : Fourier
- spectrogramme : prend en compte le temps et les fréquences
- stack : sommation
- Stoneley (onde de) : Similaire à une onde de Rayleigh, mais dans le cas d'une interface solide/liquide
- SV : onde cisaillante polarisée dans un plan vertical

## T
- tau-p : domaine qui se construit à partir l'ordonnée à l'origine d'une hyperbole et sur les lenteurs (cf transformée de Radon linéaire). Il peut être utilisé pour filtrer
- temps de trajet : temps de propagation
- tomographie : imagerie de l'intérieur de la Terre ou de la subsurface
- trace : ligne d'enregistrement
- transformée de Fourier
- transformée de Hilbert
- transmise (onde) : pas réfléchie
- traveltime : temps de trajet.
- transverse : orthogonale
- TWT : Two-Way Traveltime

## V

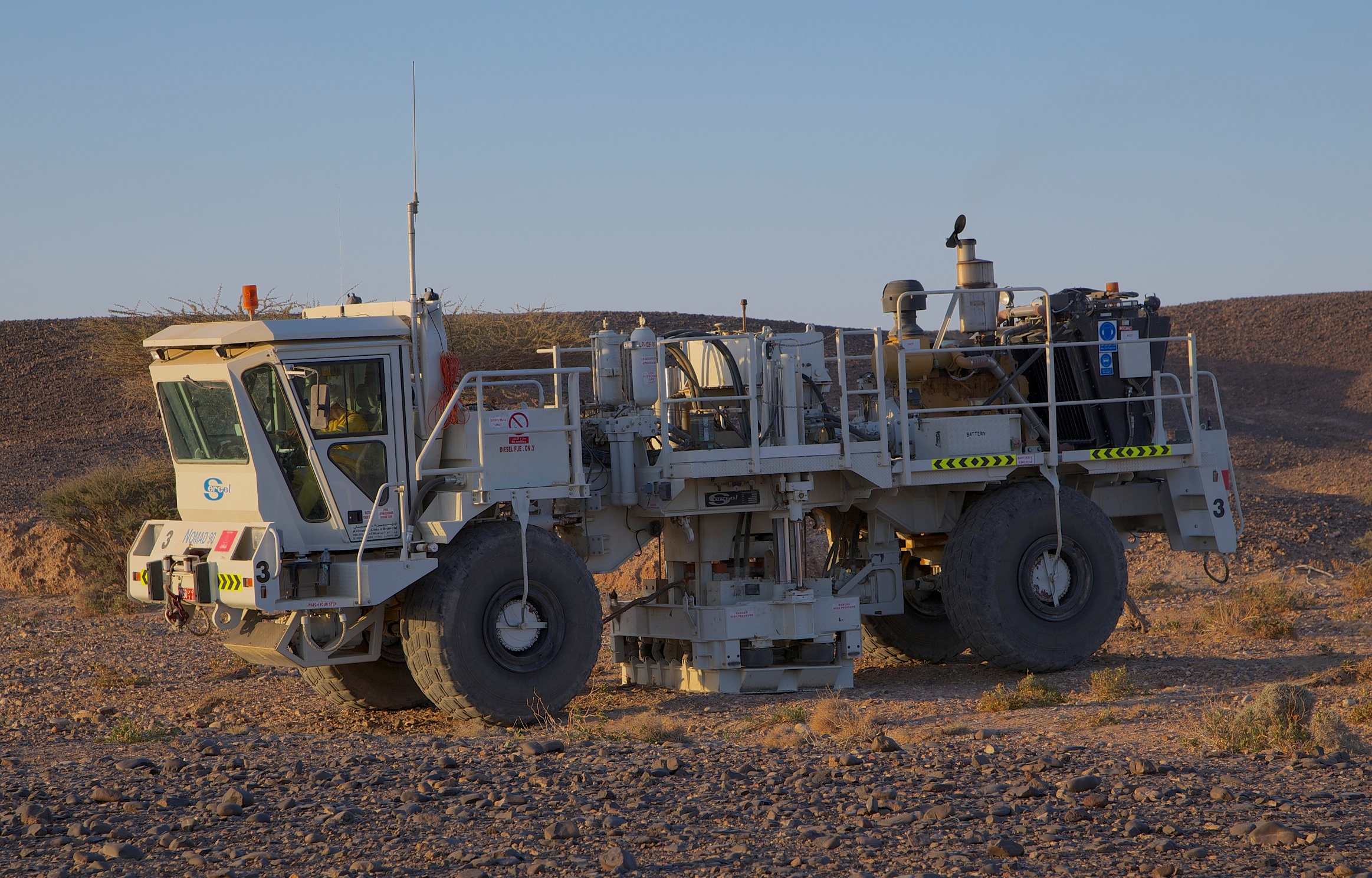
Nomad 90, le plus grand vibrateur sismique au monde, en cours d'utilisation.

- vibrateur sismique, dispositif utilisé en prospection sismique, monté sur un camion ou sur une remorque, et capable d'injecter des vibrations à basse fréquence dans le sol
- vibroseis : source sismique sous forme de vibrations
- vitesse : célérité
- VSP : Vertical Seismic Profile

## W
- wiggle : manière d'afficher une trace sismique
- WRAP : Wide Reflection Angle Profile